# Xavier Tondo i Volpini
Xavier Tondo i Volpini (Valls, 5 de novembre de 1978 - Monachil, 23 de maig de 2011) fou un ciclista català, professional des del 2003 fins al dia de la seva mort.

## Biografia
Es formà a la secció ciclista del Club Bàsquet Valls, arribant a ser subcampió d'Espanya el 2000. Debutà com a professional el 2003 amb l'equip Paternina. Després de passar per l'equip portuguès Barbot-Gaia, va aconseguir les primeres victòries professionals el 2005 amb l'equip Catalunya-Àngel Mir, la més important la Volta a l'Alentejo. En aquest mateix any, va acabar en cinquena posició a la Pujada al Naranco.
El 2006 va fitxar pel Relax-GAM, equip amb el qual assolí la quinzena posició a la Volta al País Basc. Havent de participar en la Vuelta a Espanya, va topar amb un isard tot entrenant als Pirineus el mes de juliol, que l'obligà a posar fi a la temporada. Retorna el 2007 amb l'equip portuguès LA-MSS amb èxits. Aconseguint dues de les principals curses professionals portugueses: el Trofeu Joaquim Agostinho i la Volta a Portugal. Les seves bones actuacions durant la temporada el col·loquen setè al rànquing de l'UCI Europa Tour. Aquests bons resultats li donen la possibilitat de fitxar l'any 2009 per l'Andalucia-Cajasur, equip que participava com a convidat a la Volta a Espanya i altres carreres de nivell europeu, sobretot a l'estat espanyol.
Després d'un any a les files de l'equip andalús fitxa pel totpoderós Cervélo TestTeam liderat per Carlos Sastre. Tondo tindrà la confiança dels mànagers de l'equip i participà amb bons resultats a la París-Niça i la carrera de casa seva, la Volta a Catalunya. Debuta també en el Giro d'Itàlia. Després d'un bon any Tondo arribava a la Vuelta amb moltes esperances i il·lusió. Juntament amb el seu company Carlos Sastre, proven de fer mal als favorits amb atacs llunyans tot i que amb poca sort. Finalment acabà 6è a la general, un bon resultat que el deixava ben situat dins el panorama ciclista del moment.
L'any 2011 va aconseguir la victòria a la general de la Volta a Castella i Lleó i una etapa al Tour de San Luis, i a més, fou seleccionat per participar en el Tour de França amb l'equip del Movistar Team. Mentre s'entrenava a Sierra Nevada preparant el seu debut a la cursa ciclista, va morir com a conseqüència d'un accident domèstic. Com a homenatge pòstum, el pavelló esportiu municipal de Valls porta el seu nom.

## Palmarès
- 2002
  - 1r a la Volta a Àvila i vencedor d'una etapa
  - Vencedor d'una etapa a la Volta al llac Qinghai
- 2005
  - 1r a la Volta ao Alentejo i vencedor d'una etapa
  - Vencedor d'una etapa de la Volta a Astúries
- 2007
  - 1r a la Volta a Portugal
  - 1r al Trofeu Joaquim Agostinho i vencedor d'una etapa
- 2008
  - 1r a la Pujada al Naranco
- 2009
  - Vencedor d'una etapa de la Volta a Andalusia
  - Vencedor d'una etapa del Tour de San Luis
  - Volta a Espanya. Abandona a la 14 etapa
- 2010
  - Vencedor d'una etapa de la París-Niça
  - 2n a la Volta a Catalunya i vencedor d'una etapa.
  - Giro d'Itàlia. Abandona a la 20a etapa
  - 6è a la Volta a Espanya
- 2011
  - 1r a la Volta a Castella i Lleó
  - Vencedor d'una etapa del Tour de San Luis
  - 6è a la Volta a Catalunya